# 田中知

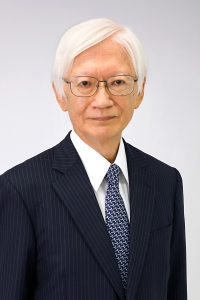
原子力規制委員会より公開された肖像

田中 知 （たなか さとる、1950年3月4日 - ）は、日本の工学者。東京大学大学院工学系研究科システム量子工学専攻教授を経て原子力規制委員会委員長代理。過去に日本原子力学会会長、総合資源エネルギー調査会総合部会基本問題委員会委員、東京電力株式会社福島第一原子力発電所事故の技術的知見に関する意見聴取会委員、青森県原子力安全対策検証委員会委員長。

## 経歴・人物
大阪府岸和田市生まれ。1968年、大阪府立三国丘高等学校卒業。1972年、東京大学工学部原子力工学科卒業。1974年、東京大学大学院工学系研究科修士課程修了（原子力工学）。1977年、東京大学大学院工学系研究科博士課程修了（原子力工学）、工学博士。
同年、東京大学工学部助手（原子力工学科）。1981年、東京大学工学部助教授（工学部付属原子力工学研究施設・茨城県東海村）。1994年、東京大学大学院工学系研究科教授（システム量子工学専攻）。2008年、東京大学大学院工学系研究科教授（原子力国際専攻）。
2010年6月18日、日本原子力学会会長に就任。2011年10月、総合資源エネルギー調査会総合部会基本問題委員会委員に就任。
2014年9月、原子力規制委員会委員に就任することが決定したが、原子力産業である日本原燃や三菱FBRシステムズから、2014年6月まで多額の報酬を受け取っていたことが一部メディアの指摘で判明しており、福島第一原子力発電所事故の教訓を無視するものであるとして批判する向きもある。2017年9月22日、原子力規制委員会委員長代理に就任。2024年9月、原子力規制委員会委員長代理を退任。
研究分野は、核燃料サイクル、放射性廃棄物、核融合工学、原子力社会学。所属学会は、日本原子力学会、プラズマ核融合学会、保健物理学会、表面学会。
趣味は、人間臭いこと、歴史地理、梅干･梅酒作り、ゴルフ。学生時代の夢は歴史への貢献、今の夢は人類、子孫への貢献。座右の銘は、勢いと気配り。

## 原発マネー
原発関連企業である日立製作所から120万円、日立GEニュークリア・エナジーから180万円、電源開発から100万円を受け取っており、原発の推進側と規制側の癒着構造が「安全規制ガバナンス」における根本的な問題であると指摘されている。

## 研究・著作
- 博士論文「核融合炉燃焼処理プロセスの工学的基礎研究」東京大学、工学博士、甲第4287号、1977年3月29日
- 『液体リチウム中重水素のNb膜透過による回収-リチウム流速の影響』東京大学工学部附属原子力工学研究施設, 〔198-〕. -- (UTNL-R ; 139)
- 『各種材料に吸着したトリチウムの脱離挙動』小野双葉,田中知、東京大学工学部附属原子力工学研究施設, 1987.8. -- (UTNL-R ; 208)
- 『微量超ウラン元素の環境中における化学反応性』東京大学. -- 1988-1989
- 『核融合炉固体ブランケツトリチウム回収挙動に及ぼす照射効果と表面状態の協同作用』東京大学. -- 1994-1995
- 『固液界面における微量物質存在化学状態の量子ビーム利用分析』東京大学. -- 1995-1997
- 『実条件下でのトリチウム表面汚染メカニズムの解明と能動除染制御』東京大学. -- 1996-1998
- 『その場測定と第一原理計算による表面および欠陥におけるトリチウム移行素過程』東京大学. -- 2002-2004
- 『レーザ分光と量子化学計算による酸化還元を伴う固液界面反応メカニズムの解明』東京大学. -- 2005-2007[9]